# Bellator 40
Bellator XL foi um evento de artes marciais mistas organizado pelo Bellator Fighting Championships, ocorrido em 3 de abril de 2011 no First Council Casino em Newkirk, Oklahoma. O card contou com lutas dos Torneios de Meio Médios e Leves da Quarta Temporada do Bellator. O evento foi transmitido ao vivo pela MTV2.

## Background
O campeão Meio Médio do Bellator Ben Askren competiu em uma luta não válida pelo título contra Nick Thompson nesse evento.
A semifinal do Torneio dos Leves entre Toby Imada e Patricky Freire originalmente aconteceria nesse card. Porém, a luta foi movida para o Bellator 39 e substituída com a semifinal dos Meio Médios entre Brent Weedman e Jay Hieron. A luta entre Hieron e Weedman foi remarcada porque Weedman precisou receber a liberação de uma laceração facial sofrida em sua luta no Bellator 35 com vitória sobre Dan Hornbuckle.
O ex-lutador do Sengoku Ronnie Mann era esperado para fazer sua estréia no Bellator nesse evento. No entanto, problemas com o visto impediram Mann de entrar nos Estados Unidos e sua luta foi transferida para o card do Bellator 42.
O evento acumulou aproximadamente 218,000 telespectadores na MTV2.